# Dicranota furcistyla
Dicranota (Rhaphidolabis) furcistyla là một loài ruồi trong họ Pediciidae. Chúng phân bố ở vùng Indomalaya.